# 桐村泰次
桐村泰次（きりむら やすじ、1938年〈昭和13年〉2月1日- ）は、日本のフランス語翻訳家、哲学宗教研究者、創価学会の人物。

## 人物・来歴
京都府福知山市生まれ。1960年東京大学文学部社会学科卒。創価学会に入り、聖教新聞の記者となり、のち編集主事。フランス文化史の翻訳を多く行っている。

## 著書
- 『第三文明の潮流』和光社, 1969 のちレグルス文庫
- 『仏法と人間の生き方』(レグルス文庫) 第三文明社, 1973
- 『明日の文明を求めて 西欧知識人との対話』第三文明社, 1976
- 『教学対話室』聖教新聞社, 1977.10

編著
- 『日蓮正宗創価学会の教義』編 (創価学会思想シリーズ). 聖教新聞社, 1977.1

### 翻訳
- ジャック・ル・ゴフ『中世西欧文明』論創社, 2007.12
- ピエール・グリマル『ローマ文明』論創社, 2009.6
- フランソワ・シャムー『ギリシア文明』論創社, 2010.3
- フランソワ・シャムー『ヘレニズム文明』論創社, 2011.3
- ジャン・ドリュモー『ルネサンス文明』論創社, 2012.2
- ジャック・ル・ゴフ/ピエール・ジャンナン/アルベール・ソブール/クロード・メトラ『フランス文化史』論創社, 2012.8
- アンドレ・モロワ『ドイツ史』論創社, 2013.10
- ヴァディム・エリセーエフ/ダニエル・エリセーエフ『日本文明』論創社, 2013.4
- ロベール・ドロール『中世ヨーロッパ生活誌』論創社, 2014.11
- フェルナン・ブローデル『フランスのアイデンティティ』全2巻 論創社, 2015.2
- ミシェル・ソ/ジャン=パトリス・ブデ/アニータ・ゲロ=ジャラベール『中世フランスの文化』論創社, 2016.3
- ジュール・ミシュレ『フランス史〈中世〉』全6巻、論創社, 2016-17
- ミシュレ『フランス史』ルネサンス/宗教改革/宗教戦争、論創社, 2019-、第7巻以降